# Šalamunovec
Šalamunovec je naselje u Hrvatskoj u sastavu općine Svetog Petra Orehovca. Nalazi se u Koprivničko-križevačkoj županiji. 

## Zemljopis
Južno su Dijankovec i Erdovec, jugoistočno je Pesek i šuma Župetnica, sjeveroistočno je Brdo Orehovečko, sjeverno je Guščerovec, sjeverozapadno su rječica Kamešnica, Međa i Miholec, jugozapadno je Gregurovec.

## Stanovništvo
| broj stanovnika | 55    | 52    | 53    | 59    | 66    | 75    | 75    | 95    | 72    | 75    | 77    | 71    | 61    | 64    | 58    | 47    | 45    |
|                 | 1857. | 1869. | 1880. | 1890. | 1900. | 1910. | 1921. | 1931. | 1948. | 1953. | 1961. | 1971. | 1981. | 1991. | 2001. | 2011. | 2021. |